# Ozereanî, Borșciv
Ozereanî (în ucraineană Озеряни) este localitatea de reședință a comunei Ozereanî din raionul Borșciv, regiunea Ternopil, Ucraina.

## Demografie
Componența lingvistică a localității Ozereanî
     Ucraineană (99,02%)
     Alte limbi (0,67%)
Conform recensământului din 2001, majoritatea populației localității Ozereanî era vorbitoare de ucraineană (99,02%), existând în minoritate și vorbitori de alte limbi.